# تل پیرسوک
تل پیرسوک در شهرستان استهبان، بخش رونیز، شهر رونیز، کیلومتری ۳ جاده رونیز به طرف تاج آباد، سمت راست جاده واقع شده و این اثر در تاریخ ۱۸ شهریور ۱۳۸۷ با شمارهٔ ثبت ۲۳۴۳۹ به‌عنوان یکی از آثار ملی ایران به ثبت رسیده است.